# Canon van het Nederlandse landschap
De Canon van het Nederlandse landschap is een lijst van zestig typerende landschappen, opgesteld in 2008. De canon is opgesteld door de rijksadviseur voor het landschap, landschapsarchitect Dirk Sijmons, die een selectie maakte uit door de twaalf Nederlandse provincies voorgedragen landschappen. Het project maakte deel uit van de Internationale Triënnale Apeldoorn 2008.
Van belang voor selectie was de mate waarin maatschappelijke ontwikkelingen in het landschap terug te zien zijn Er zijn zodoende ook landschappen opgenomen waar natuurlijke of historische landschappen aangetast zijn door moderne infrastructuur. Ook werd bij de selectie gelet op de verdeling over historische perioden.

## De lijst
De canon bestaat uit zestig landschappen. De indeling in landsdelen is toegevoegd met het oog op overzichtelijkheid.

### Noord-Nederland
- De Friese terpen en Groningse wierden
- De noordelijke veenkoloniën
- Zeekleipolders langs de Waddenzee
- Stopgezette landaanwinningen aan de Waddenzee
- De Waddenzee met de eilanden
- Het Lauwersmeer
- Het Oldambt
- Gaasterland
- Het Friese merengebied
- De noordelijke Friese Wouden
- Veenhuizen
- Drents esdorpenlandschap
- Heidevelden op het zand
- Drentsche Aa

### Oost- en Midden-Nederland
- Het Reestdal
- Weerribben en Wieden
- Staphorst-Rouveen
- Nieuw bekenlandschap in Twente
- Landgoederen in Twente en de Achterhoek
- De IJssel
- De Veluwe
- Coulisselandschap Winterswijk
- Landschap van Rijn en Waal
- Ruilverkavelde komkleipolders
- Nieuwe Gelderse stadslandschappen
- Utrechtse Heuvelrug
- Cope-ontginningen

### Flevoland
- Schokland
- Noordoostpolder
- Oostelijk Flevoland
- Markermeer
- Zuidelijk Flevoland

### West-Nederland
- De Utrechtse en Hollandse plassen
- Linielandschappen
- Nieuwe natuur langs de grote rivieren
- Veenweidelandschappen
- Duinen en de binnenduinrand
- Het buitenplaatsenlandschap van Grachtengordel tot Dorestad en terug
- De oude droogmakerijen
- Infrastructuurlandschap Amsterdam Airport
- Zuid-Hollandse, Zeeuwse en Brabantse zeekleipolders
- Grote laagveenpolders in de delta
- Deltawerken
- De Biesbosch
- Het Westland en de Bollenstreek
- De wereldhaven Rotterdam
- Het oudland van Zeeland
- Zak van Zuid-Beveland
- Vestingwerken uit de Tachtigjarige Oorlog
- Het nieuwe Walcheren met de manteling

### Zuid-Nederland
- Het Dommeldal
- De oude Brabantse bosplantages
- Brabantse ontginningen van hoogveen en heidevelden
- Bossche Broek
- De Kempen, Brabants suburbia
- Geuldal
- Zuid-Limburgs delfstoffenlandschap (Oostelijke en Westelijke Mijnstreek)
- Maasplassen
- Beekdalenlandschap van Midden-Limburg
- Landschapsherstellandschap langs de Niers